# Appiano Gentile
Appiano Gentile (lombardul: Appian, nyugat-lombardul: Pian) település Olaszországban, Lombardia régióban, Como megyében. Lakosainak száma 7686 fő (2023. január 1.). Appiano Gentile Beregazzo con Figliaro, Bulgarograsso, Carbonate, Castelnuovo Bozzente, Guanzate, Lurago Marinone, Lurate Caccivio, Tradate, Oltrona di San Mamette és Veniano községekkel határos.

## Népesség
A település népességének változása:
| Lakosok száma | 7703 | 7750 | 7686 |
|               | 2017 | 2018 | 2023 |